# Calle Nankín

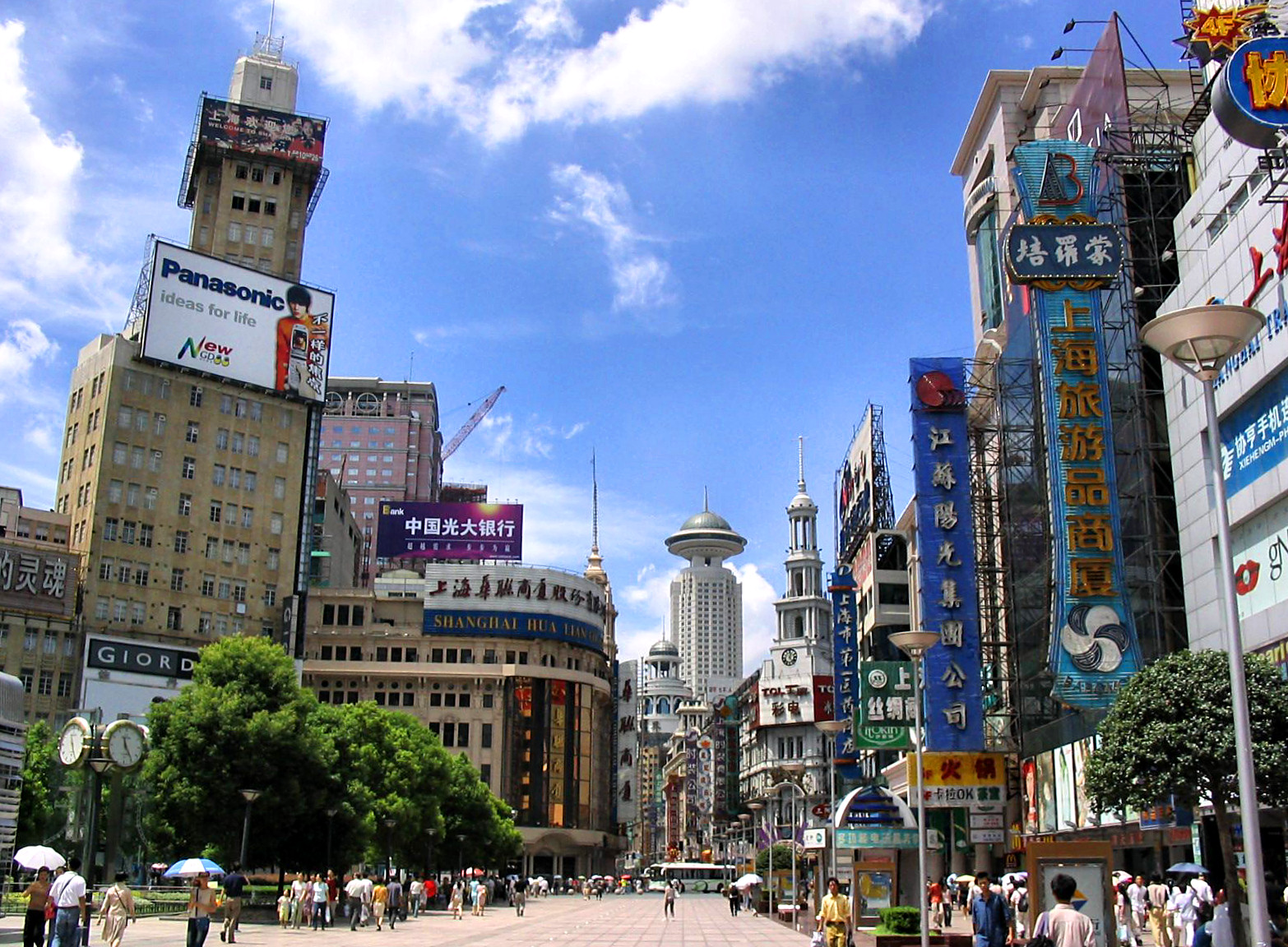
La calle Nankín es una de las calles de tiendas más transitadas del mundo.

Calle Nankín (en chino, 南京路; pinyin, Nánjīng Lù; en inglés: Nanjing Road) es la principal calle de tiendas de Shanghái, China, y una de las calles de tiendas más transitadas del mundo. En la actualidad, calle Nankín se compone de dos secciones: calle Nankín Este y calle Nankín Oeste. En algunos contextos, "calle Nankín" se refiere solo a lo que fue la calle Nankín hasta el 1945, en la actualidad la calle Nankín Este, ampliamente peatonal. Antes de 1949, el nombre en inglés de la calle era "Nanking Road", usando la romanización estándar de aquella época.

## Localización
La calle Nankín se sitúa en el centro de la ciudad, con dirección oeste-este. Su sección oriental (南京东路) está en el distrito de Huangpu (黄浦区) y se extiende desde el Bund (-外滩, Wai Tan) hasta la Plaza del Pueblo. La sección occidental (南京西路) comienza en la Plaza del Pueblo y continúa en dirección oeste hasta el Distrito de Jing'an.

## Historia

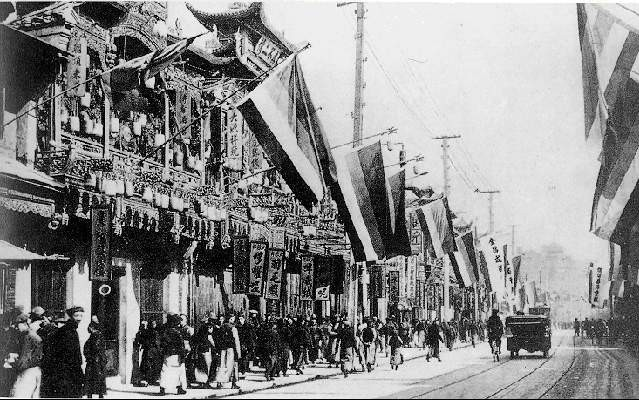
calle Nankín tras la Revolución de Xinhai de 1911, repleta de banderas de Cinco razas bajo una unión usadas por los revolucionarios.

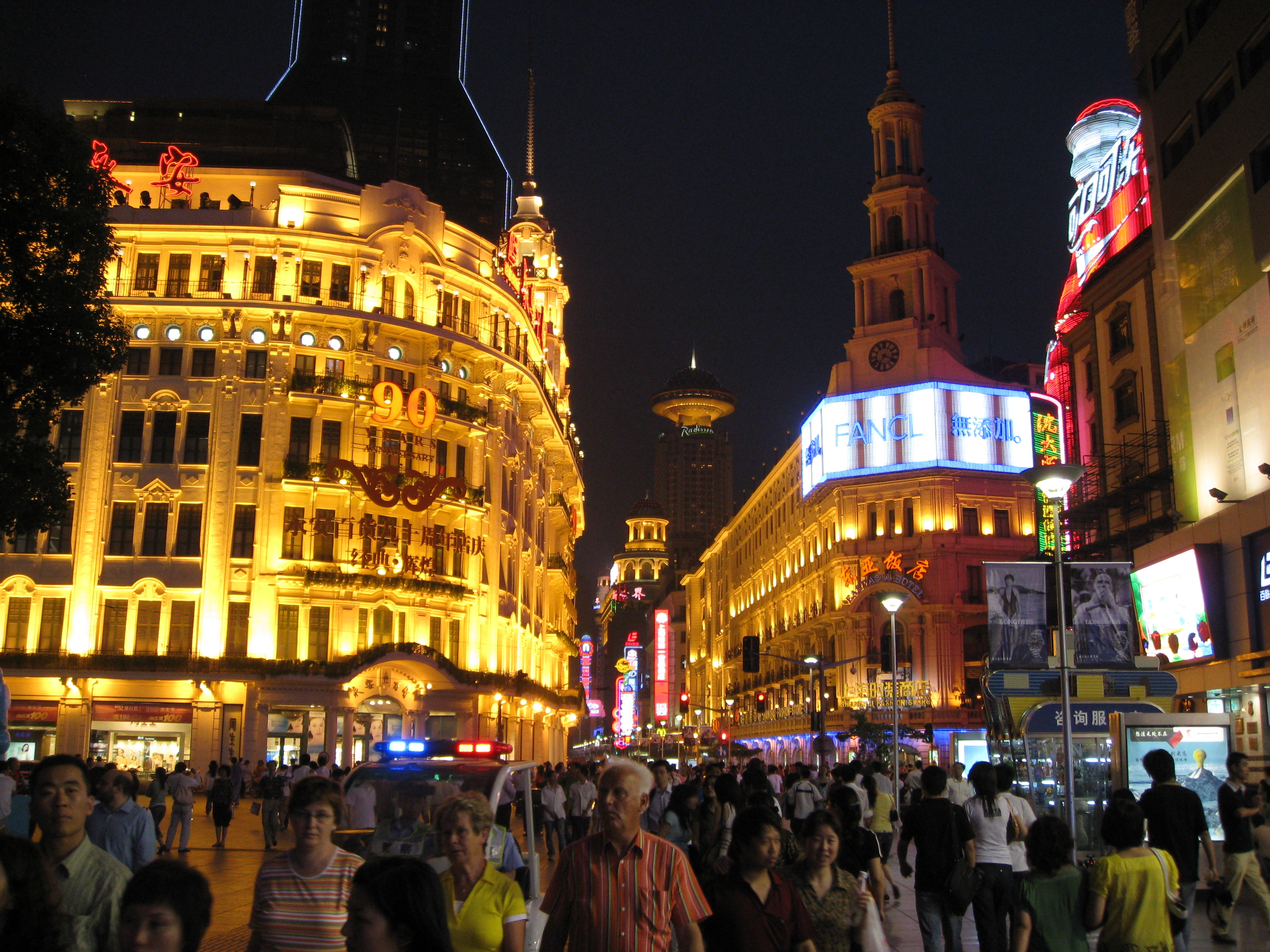
Calle Nankín por la noche.

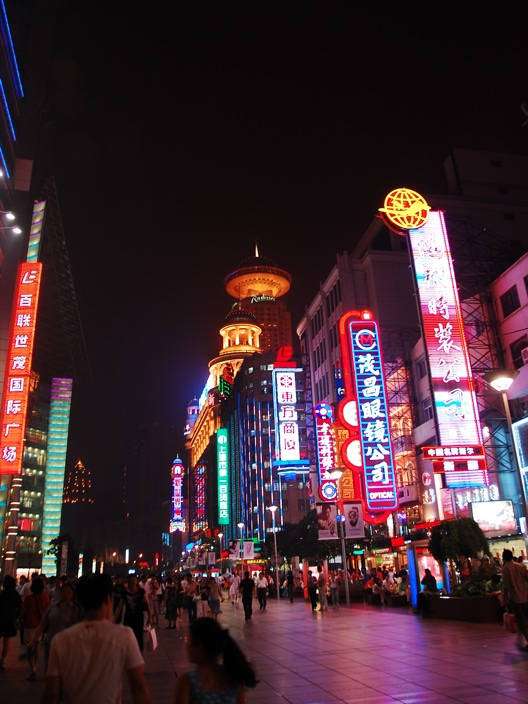
Calle Nankín por la noche.

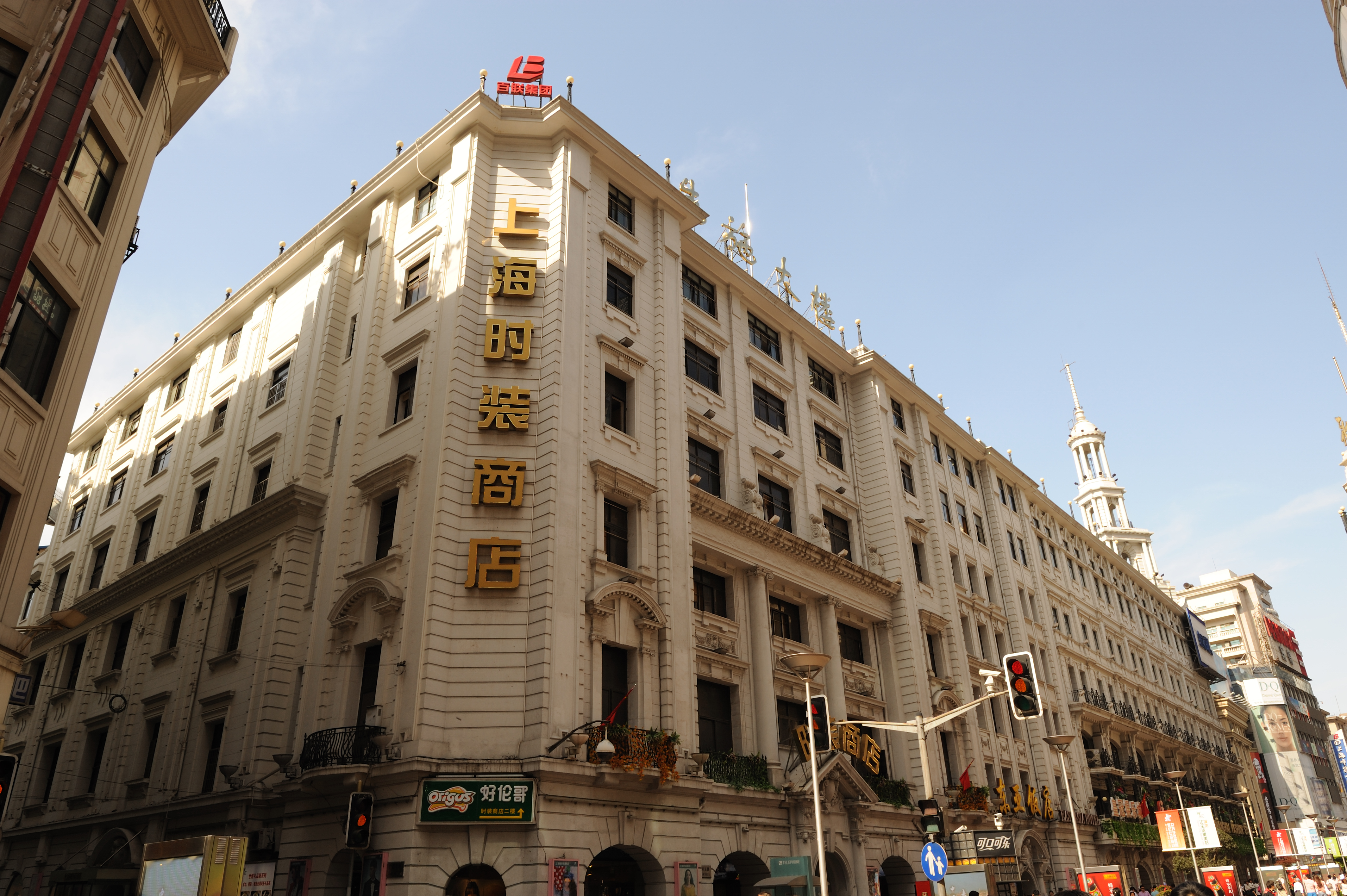
Shanghai Sincere Building.

La historia de calle Nankín se puede rastrear hasta el año 1845. En aquel momento se llamaba “Park Lane”, y se extendía desde el Bund hasta He’nan Road. En 1854, se prolongó hasta Zhejiang Road, y ocho años después, se prolongó, una vez más, hasta Xizang Road. En 1862, el Consejo Municipal, que administraba la Concesión Internacional, cambió oficialmente su nombre a “Nanking Road”. En chino era conocida frecuentemente como la Calle Principal (大马路). Alrededor de 1930 era una calle bulliciosa con al menos un casino (probablemente en el número 181).[cita requerida] En 1943 se anuló la Concesión Internacional, y después de la Segunda Guerra Mundial el gobierno cambió el nombre de calle Nankín por "calle Nankín Este", mientras tanto también renombraron la antigua calle del Pozo Burbujeante como "calle Nankín Oeste", y el nombre conjunto de las dos calles "calle Nankín", que tiene una longitud total de cinco kilómetros.
A comienzos del siglo XX, se establecieron ocho importantes grandes almacenes a lo largo de la calle y una serie de tiendas de franquicia en aquellos años.
El 23 de agosto de 1937 un avión chino lanzó una bomba sobre calle Nankín, intentando aligerar su carga mientras era perseguido por aviones japoneses. La bomba impactó en dos grandes almacenes, matando a 612 personas e hiriendo a otras 482.
En 2000, como parte de un plan de desarrollo promovido por el gobierno local, la calle Nankín fue renovada para hacerla peatonal. La anchura es de unos 28 metros y la longitud total es de 1200 metros, que se extienden desde Middle He'nan Road hasta Middle Xizang Road.
En 2007, los gobiernos de Jing'an y Huangpu acordaron coordinar su política para mejorar el desarrollo de calle Nankín, mediante la creación de un comité. Este acuerdo siguió una solicitud del comité de los Campos Elíseos en perspectiva de un acuerdo de amistad entre las dos calles famosas.

## Descripción
La calle Nankín es el distrito de compras más largo del mundo, con una longitud de unos 6 km, y atrae más de 1 millón de visitantes diariamente.[cita requerida]

### Calle Nankín Este
La calle Nankín Este es una zona dedicada a los comercios. En su extremo este está la sección central del Bund, donde se sitúa el Peace Hotel. Inmediatamente al oeste del Bund estaba tradicionalmente la zona de restaurantes y cafeterías, aunque en años recientes se han convertido en menos importantes porque la demografía de los visitantes de calle Nankín ha cambiado de residentes locales ricos a visitantes de todo el país. Cerca está el Mercado Central, un mercado al aire libre de un siglo de antigüedad especializado actualmente en componentes electrónicos y medios digitales. Más hacia el oeste está el centro comercial peatonal de calle Nankín. Aquí se sitúan la mayoría de los grandes almacenes más antiguos y grandes de Shanghái, así como muchos comercios domésticos y algunos restaurantes tradicionales con larga historia.

### Calle Nankín Oeste
El centro comercial peatonal, y calle Nankín Este, acaba en el Parque del Pueblo, el antiguo Hipódromo de Shanghái. Frente al parque están algunos de los hoteles históricos más prestigiosos de Shanghái, como el Park Hotel. West calle Nankín comienza aquí, y contiene varios centros comerciales de lujo, edificios de oficinas, el Centro de Exposiciones de Shanghái, y tiendas. Esta zona también contenía anteriormente varias grandes mansiones e inmuebles, la mayoría de los cuales han sido demolidos o son usados por el gobierno.
La calle Nankín Oeste, cerca del Templo de Jing'an, ha presenciado un constante desarrollo durante los últimos diez años. La zona contiene en la actualidad varios hoteles de cinco estrellas, centros comerciales de lujo, restaurantes y edificios de oficinas de primera clase. Recientemente, la zona se ha beneficiado de la construcción de la Línea 7 del Metro, que conecta con la Línea 2 en la estación del Templo de Jing’an. El último proyecto importante fue la finalización en 2010 del Wheelock Square, con 58 plantas y más de 100.000 m² de oficinas.

## Transporte
La Línea 2 del Metro discurre a lo largo de calle Nankín, e incluye las situientes estaciones:
- calle Nankín (E.) (antiguamente Henan Zhong Road), estación más cercana a la parte peatonal de East calle Nankín y el Bund
- Plaza del Pueblo, estación de metro en la Plaza del Pueblo, en medio de calle Nankín.
- calle Nankín (O.) (antiguamente Shimen No. 1 Road), en el comienzo de la sección occidental de la calle, cerca de la Plaza del Pueblo.
- Templo de Jing'an, en la sección occidental de la calle Nankín.

## Eventos
Los turistas y visitantes celebran a menudo varios días festivos en calle Nankín, como el Año Nuevo Chino, Nochevieja, Navidad y Pascua. Algunas partes de los edificios y centros comerciales de calle Nankín pueden albergar un espectáculo de fuegos artificiales por encima de la calle.